# 1941
Il 1941 (MCMXLI in numeri romani) è un anno  del XX secolo.

## Eventi
- Gli Stati Uniti chiedono invano al Giappone di abbandonare l'alleanza con Germania e Italia.

### Gennaio
- 19 gennaio: truppe britanniche attaccano gli italiani in Eritrea
- 21 gennaio: truppe britanniche e australiane attaccano Tobruk
- 22 gennaio: Tobruk cade in mano britannica

### Febbraio
- 3 febbraio: i nazisti impongono Pierre Laval come capo di governo della Francia.
- 6 febbraio: truppe britanniche occupano Bengasi.
- 10 febbraio: l'emblema della Repubblica Socialista Sovietica Carelo-Finlandese viene adottato ufficialmente.
- 9 febbraio: Bombardamento navale di Genova ad opera della Royal Navy;
- 11 febbraio: la Cirenaica è occupata dai britannici; a sostegno degli italiani, arrivano in Libia Erwin Rommel e due divisioni dell'Afrika Korps.
- 26 febbraio: truppe britanniche occupano Mogadiscio, nell'Africa Orientale Italiana.

### Marzo
- 1º marzo: la Bulgaria firma il Patto tripartito entrando in tal modo a far parte dell'Asse.
- 5 marzo: la Gran Bretagna rompe le relazioni diplomatiche con la Bulgaria.
- 7 marzo: le truppe britanniche entrano in Etiopia.
- 9 marzo: il Senato degli Stati Uniti approva la legge Affitti e prestiti che consente di assegnare in prestito agli Alleati rifornimenti provenienti dall'industria bellica statunitense.
- 11 marzo: F. D. Roosevelt firma la legge Affitti e prestiti.
- 25 marzo: il Regno di Jugoslavia entra a fare parte dell'Asse e dichiara guerra alla Gran Bretagna.
- 27 marzo
  - Ufficiali delle Forze aeree jugoslave impongono con un colpo di Stato re Pietro II, rovesciando il governo filotedesco di Dragiša Cvetković e del principe reggente Paolo, rompono l'alleanza con l'Asse e ordinano di mobilitare e porre in stato di allerta le forze armate.
  - Operazioni preliminari all'attacco di Pearl Harbor: la spia giapponese Takeo Yoshikawa arriva ad Honolulu, nelle Hawaii, e inizia a studiare la flotta statunitense ancorata a Pearl Harbor.
- 27-28 marzo – Mar Egeo: Battaglia di Capo Matapan: si scontrano la Royal Navy e la Regia Marina Italiana che perde cinque navi.
- 30 marzo: quattro nazioni del continente americano (Stati Uniti, Messico, Costa Rica e Venezuela) pongono sotto sequestro tutti i piroscafi tedeschi, italiani e danesi che si trovano nei loro porti.

### Aprile
- 2 aprile: truppe britanniche entrano ad Asmara, nell'Africa Orientale Italiana. Nel pomeriggio il ministro degli esteri giapponese, Yōsuke Matsuoka, in visita in Italia, è sul balcone di Piazza Venezia accanto a Mussolini.
- 3 aprile: truppe italiane riconquistano Bengasi.
- 6 aprile: truppe tedesche, italiane, ungheresi e romene attaccano la Jugoslavia e la Grecia in soccorso degli italiani.
- 10 aprile: gli Ustascia proclamano lo Stato Indipendente di Croazia.
- 12 aprile: truppe italiane riconquistano Sollum.
- 14 aprile: truppe italiane entrano a Lubiana e occupano la Dalmazia, in Jugoslavia.
- 17 aprile: la Jugoslavia firma la resa e viene divisa tra i vincitori.
- 21 aprile: la Grecia firma la resa mentre le truppe britanniche si ritirano a Creta.
- 27 aprile: l'esercito tedesco entra ad Atene e a Patrasso.
- 30 aprile: il tenore Ferruccio Tagliavini sposa il soprano Pia Tassinari.

### Maggio
- 5 maggio: l'Imperatore Hailé Selassié entra ad Addis Abeba, dopo la cacciata dell'esercito Italiano.
- 9 maggio: l'U-Boot tedesco U-110 viene catturato dalla Royal Navy. A bordo viene recuperata la macchina Enigma e i codici segreti utilizzati dai tedeschi.
- 10 maggio: Rudolf Hess si paracaduta in Scozia per una presunta missione di pace.
- 18 maggio: l'Amba Alagi viene occupato dagli inglesi
- 20 maggio – Battaglia di Creta: truppe paracadutiste tedesche si lanciano su Creta.
- 24 maggio
  - La nave da battaglia tedesca Bismarck affonda l'incrociatore da battaglia britannico HMS Hood nella battaglia dello Stretto di Danimarca.
  - Viene affondato dagli inglesi il transatlantico italiano, adibito a trasporto truppe, Conte Rosso: 1.297 i morti.
- 27 maggio: dopo una violenta battaglia contro la Royal Navy, viene ordinato l'auto-affondamento della corazzata tedesca Bismarck per evitare la cattura inglese: muoiono 2.300 marinai.

### Giugno
- 1º giugno: Creta viene interamente occupata dalle truppe tedesche.
- 8 giugno: gli Alleati invadono il Libano e la Siria.
- 9 giugno: la Finlandia inizia la mobilitazione delle proprie truppe e le pone sotto il controllo tattico tedesco.
- 14 giugno: deportazioni in massa di personalità estoni, lituane e lettoni verso la Siberia.
- 22 giugno: la Germania dichiara guerra all'URSS, seguita subito dopo da Romania, Finlandia, Ungheria e Italia. Inizia l'Operazione Barbarossa, l'attacco di proporzioni gigantesche a Stalin sferrato da 145 divisioni tedesche contro 170 divisioni russe.
- 24 giugno: truppe dell'Asse entrano a Brest-Litovsk.
- 25 giugno: la Finlandia dichiara guerra all'Unione Sovietica ed entra nell'Asse.
- 28 giugno: truppe dell'Asse entrano a Minsk, nella Bielorussia sovietica.
- 30 giugno: truppe dell'Asse entrano a Leopoli e a Riga, in Unione Sovietica.
- Giugno-luglio: i tedeschi ottengono grandi successi sul fronte russo, l'URSS è costretta ad abbandonare la Polonia e gli stati baltici attestandosi sulla linea Stalin.

### Luglio
- 1º luglio - Special Air Service:

Nasce lo Special Air Service uno dei corpi speciali più forti del mondo.
- 4 luglio – Shoah: massacro di scienziati e professori polacchi catturati dalle truppe tedesche a Leopoli.
- 5 luglio: la Wehrmacht raggiunge il fiume Dnepr
- 7 luglio: truppe americane sbarcano in Islanda e occupano l'isola per prevenire un'invasione tedesca.
- 10 luglio: partono dall'Italia i primi contingenti di Alpini del CSIR per la campagna di Russia.
- 13 luglio – Montenegro: prima rivolta popolare in Europa contro l'occupazione nazi-fascista.
- 31 luglio: cominciano i rastrellamenti di ebrei e le deportazioni nei campi di sterminio.

### Agosto
- 14 agosto: al largo dell'isola di Terranova, Franklin D. Roosevelt e Churchill sottoscrivono la Carta Atlantica.
- 24 agosto: Adolf Hitler ordina la sospensione del Programma T4, mantenendo però in essere l'Aktion 14f13, parte del programma, relativa all'eliminazione degli internati nei campi di concentramento.
- 27 agosto: partigiani comunisti francesi feriscono Pierre Laval, vicepresidente del governo di Vichy, e Marcel Déat, collaborazionista e direttore dell'Oeuvre.

### Settembre
- 8 settembre – Unione Sovietica: inizia l'assedio di Leningrado da parte della Wehrmacht.
- 16 settembre: lo scià d'Iran Reza Pahlavi è costretto ad abdicare in favore del figlio Mohammad a seguito delle pressioni di Gran Bretagna e URSS.
- 19 settembre: truppe dell'Asse entrano a Kiev, nell'Ucraina sovietica.
- 30 settembre: inizia da parte dei tedeschi l'operazione Tifone, la battaglia per la conquista di Mosca.

### Ottobre
- 2 ottobre – operazione Tifone: inizio dell'offensiva tedesca su Mosca.
- 8 ottobre: l'esercito tedesco raggiunge il Mar d'Azov e cattura Mariupol'.
- 20 ottobre: truppe italiane entrano a Stalino, in URSS.
- 21 ottobre: rappresaglia tedesca in Jugoslavia.
- 24 ottobre: truppe italiane entrano a Harkov, in URSS.

### Novembre
- 2 novembre: truppe italiane entrano a Kursk, in URSS.
- 7 novembre: la legge Affitti e prestiti decisa dal presidente statunitense Franklin Delano Roosevelt è estesa all'URSS.
- 12 novembre: inizio della Battaglia di Mosca
- 15 novembre: Richard Sorge, agente segreto russo all'ambasciata giapponese, comunica a Stalin che i giapponesi non attaccheranno la Russia, ma stanno preparandosi per dichiarare guerra agli Stati Uniti. Stalin sguarnisce tutta la frontiera in Estremo Oriente, 3.000 chilometri da Vladivostok alla Mongolia, concentrando le forze per la difesa di Mosca.
- 17 novembre – Attacco di Pearl Harbor: Joseph Grew, ambasciatore statunitense in Giappone, invia una nota al Dipartimento di Stato circa i piani giapponesi di un attacco contro Pearl Harbor, nelle Hawaii, (le sue note saranno ignorate).
- 19 novembre: l'incrociatore australiano Sydney viene affondato lungo le coste dell'Australia Occidentale: muoiono 645 marinai.
- 26 novembre
  - Gli USA inviano un ultimatum all'Impero giapponese (Hull note).
  - Attacco di Pearl Harbor: una flotta di sei portaerei al comando del Viceammiraglio Chūichi Nagumo salpa dalla baia di Hitokapu e si dirige alla volta di Pearl Harbor in silenzio radio.
- 27 novembre – Battaglia di Mosca: temperature di -12 °C e truppe siberiane fermano l'avanzata tedesca su Mosca.

### Dicembre
- 5 dicembre
  - Le armate tedesche giungono a soli 20 chilometri da Mosca, poi i russi lanciano una consistente controffensiva.
  - Il Regno Unito dichiara guerra a Finlandia, Ungheria e Romania.
- 7 dicembre: forze aeronavali dell'Impero giapponese (alleato della Germania e dell'Italia) attaccano a sorpresa la flotta statunitense di stanza a Pearl Harbor, nelle isole Hawaii, infliggendole gravissime perdite. Questo attacco determinerà l'entrata in guerra degli Stati Uniti d'America
- 8 dicembre
  - Gli Stati Uniti dichiarano guerra al Giappone e si schierano al fianco dei britannici.
  - I Paesi Bassi dichiarano guerra al Giappone.
  - La Cina dichiara ufficialmente guerra al Giappone.
  - Il Giappone dichiara guerra alla Gran Bretagna.
- 9 dicembre: bombardieri in picchiata della Marina imperiale giapponese attaccano e affondano la corazzata britannica HMS Prince of Wales e l'incrociatore da battaglia HMS Repulse.
- 10 dicembre: truppe giapponesi conquistano l'isola di Guam, colonia statunitense.
- 11 dicembre: la Germania e l'Italia dichiarano guerra agli Stati Uniti.
- 12 dicembre: Ungheria e Romania dichiarano guerra agli Stati Uniti.
- 16 dicembre: la più grande nave da battaglia mai costruita, la giapponese Yamato, entra in servizio.
- 19 dicembre: truppe giapponesi entrano a Hong Kong, colonia britannica.
- 20 dicembre: truppe sovietiche riconquistano Kalinin, Tula e Kadula.
- 23 dicembre: truppe giapponesi conquistano l'isola di Wake, colonia statunitense.
- 24 dicembre: truppe italo-tedesche conquistano Agedabia nell'Egitto britannico.
- 25 dicembre: i soldati giapponesi iniziano l'invasione di Thailandia, Malaysia e Indocina francese, sbarcano ad Hong Kong e nelle Filippine.

## Nati
Ci sono circa 2 630 voci su persone nate nel 1941; vedi la pagina Nati nel 1941 per un elenco descrittivo o la categoria Nati nel 1941 per un indice alfabetico.

## Morti
Ci sono circa 1 080 voci su persone morte nel 1941; vedi la pagina Morti nel 1941 per un elenco descrittivo o la categoria Morti nel 1941 per un indice alfabetico.

## Calendario
| Calendario 1941 | Calendario 1941 | Calendario 1941 | Calendario 1941 | Calendario 1941 | Calendario 1941 | Calendario 1941 | Calendario 1941 | Calendario 1941 | Calendario 1941 | Calendario 1941 | Calendario 1941 | Calendario 1941 | Calendario 1941 | Calendario 1941 | Calendario 1941 | Calendario 1941 | Calendario 1941 | Calendario 1941 | Calendario 1941 | Calendario 1941 | Calendario 1941 | Calendario 1941 | Calendario 1941 | Calendario 1941 | Calendario 1941 | Calendario 1941 | Calendario 1941 | Calendario 1941 | Calendario 1941 | Calendario 1941 | Calendario 1941 | Calendario 1941 |
| --------------- | --------------- | --------------- | --------------- | --------------- | --------------- | --------------- | --------------- | --------------- | --------------- | --------------- | --------------- | --------------- | --------------- | --------------- | --------------- | --------------- | --------------- | --------------- | --------------- | --------------- | --------------- | --------------- | --------------- | --------------- | --------------- | --------------- | --------------- | --------------- | --------------- | --------------- | --------------- | --------------- |
|                 | 1               | 2               | 3               | 4               | 5               | 6               | 7               | 8               | 9               | 10              | 11              | 12              | 13              | 14              | 15              | 16              | 17              | 18              | 19              | 20              | 21              | 22              | 23              | 24              | 25              | 26              | 27              | 28              | 29              | 30              | 31              |                 |
| Gennaio         | Me              | Gi              | Ve              | Sa              | Do              | Lu              | Ma              | Me              | Gi              | Ve              | Sa              | Do              | Lu              | Ma              | Me              | Gi              | Ve              | Sa              | Do              | Lu              | Ma              | Me              | Gi              | Ve              | Sa              | Do              | Lu              | Ma              | Me              | Gi              | Ve              |                 |
| Febbraio        | Sa              | Do              | Lu              | Ma              | Me              | Gi              | Ve              | Sa              | Do              | Lu              | Ma              | Me              | Gi              | Ve              | Sa              | Do              | Lu              | Ma              | Me              | Gi              | Ve              | Sa              | Do              | Lu              | Ma              | Me              | Gi              | Ve              |                 |                 |                 |                 |
| Marzo           | Sa              | Do              | Lu              | Ma              | Me              | Gi              | Ve              | Sa              | Do              | Lu              | Ma              | Me              | Gi              | Ve              | Sa              | Do              | Lu              | Ma              | Me              | Gi              | Ve              | Sa              | Do              | Lu              | Ma              | Me              | Gi              | Ve              | Sa              | Do              | Lu              |                 |
| Aprile          | Ma              | Me              | Gi              | Ve              | Sa              | Do              | Lu              | Ma              | Me              | Gi              | Ve              | Sa              | Do              | Lu              | Ma              | Me              | Gi              | Ve              | Sa              | Do              | Lu              | Ma              | Me              | Gi              | Ve              | Sa              | Do              | Lu              | Ma              | Me              |                 |                 |
| Maggio          | Gi              | Ve              | Sa              | Do              | Lu              | Ma              | Me              | Gi              | Ve              | Sa              | Do              | Lu              | Ma              | Me              | Gi              | Ve              | Sa              | Do              | Lu              | Ma              | Me              | Gi              | Ve              | Sa              | Do              | Lu              | Ma              | Me              | Gi              | Ve              | Sa              |                 |
| Giugno          | Do              | Lu              | Ma              | Me              | Gi              | Ve              | Sa              | Do              | Lu              | Ma              | Me              | Gi              | Ve              | Sa              | Do              | Lu              | Ma              | Me              | Gi              | Ve              | Sa              | Do              | Lu              | Ma              | Me              | Gi              | Ve              | Sa              | Do              | Lu              |                 |                 |
| Luglio          | Ma              | Me              | Gi              | Ve              | Sa              | Do              | Lu              | Ma              | Me              | Gi              | Ve              | Sa              | Do              | Lu              | Ma              | Me              | Gi              | Ve              | Sa              | Do              | Lu              | Ma              | Me              | Gi              | Ve              | Sa              | Do              | Lu              | Ma              | Me              | Gi              |                 |
| Agosto          | Ve              | Sa              | Do              | Lu              | Ma              | Me              | Gi              | Ve              | Sa              | Do              | Lu              | Ma              | Me              | Gi              | Ve              | Sa              | Do              | Lu              | Ma              | Me              | Gi              | Ve              | Sa              | Do              | Lu              | Ma              | Me              | Gi              | Ve              | Sa              | Do              |                 |
| Settembre       | Lu              | Ma              | Me              | Gi              | Ve              | Sa              | Do              | Lu              | Ma              | Me              | Gi              | Ve              | Sa              | Do              | Lu              | Ma              | Me              | Gi              | Ve              | Sa              | Do              | Lu              | Ma              | Me              | Gi              | Ve              | Sa              | Do              | Lu              | Ma              |                 |                 |
| Ottobre         | Me              | Gi              | Ve              | Sa              | Do              | Lu              | Ma              | Me              | Gi              | Ve              | Sa              | Do              | Lu              | Ma              | Me              | Gi              | Ve              | Sa              | Do              | Lu              | Ma              | Me              | Gi              | Ve              | Sa              | Do              | Lu              | Ma              | Me              | Gi              | Ve              |                 |
| Novembre        | Sa              | Do              | Lu              | Ma              | Me              | Gi              | Ve              | Sa              | Do              | Lu              | Ma              | Me              | Gi              | Ve              | Sa              | Do              | Lu              | Ma              | Me              | Gi              | Ve              | Sa              | Do              | Lu              | Ma              | Me              | Gi              | Ve              | Sa              | Do              |                 |                 |
| Dicembre        | Lu              | Ma              | Me              | Gi              | Ve              | Sa              | Do              | Lu              | Ma              | Me              | Gi              | Ve              | Sa              | Do              | Lu              | Ma              | Me              | Gi              | Ve              | Sa              | Do              | Lu              | Ma              | Me              | Gi              | Ve              | Sa              | Do              | Lu              | Ma              | Me              |                 |

## Premi Nobel
Quest'anno non è stato assegnato alcun Premio Nobel

## Arti

### Musica
- Glenn Miller incide con la sua orchestra il celeberrimo brano Chattanooga Choo Choo dal film "Serenata a Vallechiara" del compositore Harry Warren (Salvatore Antonio Guaragna, nato a Brooklyn nel 1893 da genitori calabresi), col quale, nel febbraio 1942, vinse il primo disco d'oro della storia della discografia.